# France-Tonga en rugby à XV
Cet article présente l'historique des confrontations entre l'équipe de France et l'équipe des Tonga en rugby à XV. Elles se sont affrontées à six reprises, dont trois fois en Coupe du monde. 
Les Tonga, nation appartenant au Tier 2, ont contre toute attente plusieurs fois battu la France, notamment à la Coupe du monde 2011, où la France s'est pourtant hissée en finale. 
À noter que l'équipe des Tonga à sept, qui n'a jamais fait partie des équipes permanentes des World Rugby Sevens Series, a déjà battu l'équipe de France, notamment à Hamilton lors de la saison 2018-2019, où la France atteint deux fois les finales d'étapes[réf. nécessaire].

## Historique
La première rencontre entre les deux équipes a lieu le 26 mai 1995 lors de la troisième édition de la Coupe du monde de rugby. Les deux pays font leur entrée dans la compétition à l'occasion de ce match et le XV de France l'emporte difficilement 38 à 10. Auteur de 25 des 38 points des Bleus, Thierry Lacroix inscrit lors de cette confrontation le millième essai de l'histoire du XV de France.   
Les deux équipes se retrouvent en 1999 à l'occasion d'une tournée du XV de France dans le Pacifique. Avec une équipe mélangeant joueurs expérimentés (Sadourny, Galthié, Dal Maso, Marconnet, Bernat-Salles) et des néo-internationaux (Sarraméa), la France s'incline à la surprise générale 20 à 16.
Il faut attendre six ans pour revoir les deux pays s'affronter. Le 19 novembre 2005, lors d'un test match à Toulouse, le XV de France bat les Tonga 43 à 8, après avoir été accroché pendant les quarante premières minutes puisque le score n'était que de 12 à 8 en faveur des Bleus à la mi-temps.
Français et Tongiens recroisent le fer en 2011 lors de la Coupe du monde en Nouvelle-Zélande pour le dernier match de la poule A. Dans une sorte de « huitième de finale », les Tonga battent la France 19-14 mais les Bleus conservent la deuxième place du groupe, synonyme de qualification pour les quarts de finale, grâce au point du bonus défensif.
Le XV de France prend sa revanche deux ans plus tard en l'emportant 38-18 lors d'un test match joué au Havre,.
La sixième confrontation entre les deux équipes se déroule en 2019, lors de la Coupe du monde au Japon. La France l'emporte d'une courte tête (23-21) se qualifiant ainsi pour les quarts de finale de la compétition.

## Tableau des confrontations
| No | Date             | Lieu                                              | Match          | Score   | Compétition              |
| -- | ---------------- | ------------------------------------------------- | -------------- | ------- | ------------------------ |
| 1  | 26 mai 1995      | Loftus Versfeld Stadium, Pretoria, Afrique du Sud | France – Tonga | 38 – 10 | Coupe du monde (poule D) |
| 2  | 16 juin 1999     | Teufaiva Sport Stadium, Nukuʻalofa, Tonga         | Tonga – France | 20 – 16 | Test match               |
| 3  | 19 novembre 2005 | Stadium municipal, Toulouse, France               | France – Tonga | 43 – 8  | Test match               |
| 4  | 1er octobre 2011 | Westpac Stadium, Wellington, Nouvelle-Zélande     | France – Tonga | 14 – 19 | Coupe du monde (poule A) |
| 5  | 16 novembre 2013 | Stade Océane, Le Havre, France                    | France – Tonga | 38 – 18 | Test match               |
| 6  | 6 octobre 2019   | Egao Kenko Stadium, Kumamoto, Japon               | France – Tonga | 23 – 21 | Coupe du monde (poule C) |